# Kastre
Kastre è un comune rurale dell'Estonia meridionale, nella contea di Tartumaa. Il comune è stato istituito nel 2017.

## Località
Il comune conta i due borghi di Roiu e Võnnu e numerosi villaggi: Aadami, Aardla, Aardlapalu, Agali, Ahunapalu, Alaküla, Aruaia, Haaslava, Hammaste, Igevere, Ignase, Imste, Issaku, Järvselja. Kaagvere, Kaarlimõisa, Kannu, Kastre, Kitseküla, Koke, Kriimani. Kurepalu, Kurista, Kõivuküla, Kõnnu, Lange, Liispõllu, Lääniste, Melliste, Metsanurga, Mõra, Mäksa, Mäletjärve, Paluküla, Poka, Päkste, Rookse, Rõka, Sarakuste, Sudaste, Tammevaldma, Terikeste, Tigase, Tõõraste, Uniküla, Vana-Kastre, Veskimäe, Võruküla, Võõpste